# Maytenus glaucescens
Maytenus glaucescens är en benvedsväxtart som beskrevs av Reiss. Maytenus glaucescens ingår i släktet Maytenus och familjen Celastraceae. Inga underarter finns listade.